# Diamond League 2011
Diamond League 2011 var den anden sæson af Diamond League og arrangereredes i sommeren 2011.

## Datoer og byer
| Dato          | By         | Stævne                          |
| ------------- | ---------- | ------------------------------- |
| 6. maj        | Doha       | Qatar Athletic Super Grand Prix |
| 15. maj       | Shanghai   | Shanghai Golden Grand Prix      |
| 10. juni      | Rom        | Golden Gala                     |
| 4. juni       | Eugene     | Prefontaine Classic             |
| 9. juni       | Oslo       | Bislett Games                   |
| 11. juni      | New York   | Adidas Grand Prix               |
| 30. juni      | Lausanne   | Athletissima                    |
| 8. juli       | Paris      | Meeting Areva                   |
| 10. juli      | Birmingham | Aviva Birmingham Grand Prix     |
| 22. juli      | Monaco     | Herculis                        |
| 29. juli      | Stockholm  | DN-galan                        |
| 5-6. august   | London     | London Grand Prix               |
| 8. september  | Zürich     | Weltklasse Zürich               |
| 16. september | Bryssel    | Memorial van Damme              |

## Resultater

### Mænd
| #           | Stævne      | 100 meter                         | 200 meter                         | 400 meter                       | 800 meter                                  | 1500 meter                                   | 5000 meter                                | 110 meter hæk                 | 400 meter hæk                       | 3000 meter forhindring                        |
| 1           | Doha        | –                                 | Walter Dix (USA) 20.06, WL, =MR   | –                               | Asbel Kiprop (KEN) 1:44.74, SB             | Nixon Kiplimo Chepseba (KEN) 3:31.84         | Yenew Alamirew (ETH) 7:27.26, WL, MR      | –                             | Louis Jacob van Zyl (RSA) 48.11, MR | –                                             |
| 2           | Shanghai    | Asafa Powell (JAM) 9.95           | –                                 | Calvin Smith Jr. (USA) 45.47    | –                                          | Nixon Kiplimo Chepseba (KEN) 3:31.42, WL, MR | –                                         | Liu Xiang (CHN) 13.07, WL     | –                                   | Brimin Kiprop Kipruto (KEN) 8:02.28, WL, MR   |
| 3           | Rom         | Usain Bolt (JAM) 9.91             | Andrew Howe (ITA) 20.31           | Chris Brown (BAH) 45.16, SB     | Khadevis Robinson (USA) 1:45.09, SB        | –                                            | Imane Merga (ETH) 12:54.21, WL            | –                             | Louis Jacob van Zyl (RSA) 47.91     | –                                             |
| 4           | Eugene      | Steve Mullings (JAM) 9.80, WL, MR | Walter Dix (USA) 20.19            | Angelo Taylor (USA) 45.16, SB   | Abubaker Kaki Khamis (SUD) 1:43.68, WL, MR | Haron Keitany (KEN) 3:49.09, WL              | –                                         | David Oliver (USA) 12.94, WL  | –                                   | Ezekiel Kemboi (KEN) 8:08.34                  |
| 5           | Oslo        | –                                 | Usain Bolt (JAM) 19.86, WL        | –                               | –                                          | Asbel Kiprop (KEN) 3:50.86                   | –                                         | Aries Merritt (USA) 13.12, SB | –                                   | Paul Kipsiele Koech (KEN) 8:01.83, WL         |
| 6           | New York    | Steve Mullings (JAM) 10.26        | –                                 | Jeremy Wariner (USA) 45.13      | Alfred Kirwa Yego (KEN) 1:46.57            | –                                            | Dejen Gebremeskel (ETH) 13:05.22          | –                             | Javier Culson (PUR) 48.50 SB        | –                                             |
| 7           | Lausanne    | Asafa Powell (JAM) 9.78, WL       | –                                 | Jermaine Gonzales (JAM) 45.27   | David Rudisha (KEN) 1:44.15                | –                                            | Vincent Kiprop Chepkok (KEN) 12:59.13, MR | Dayron Robles (CUB) 13.12     | Dai Greene (GBR) 48.41              | –                                             |
| 8           | Paris       | –                                 | Usain Bolt (JAM) 20.03            | Chris Brown (BAH) 44.94, SB     | –                                          | Amine Laâlou (MAR) 3:32.15                   | –                                         | Dayron Robles (CUB) 13.09     | –                                   | Mahiedine Mekhissi-Benabbad (FRA) 8:02.09, PB |
| 9           | Birmingham  | Asafa Powell (JAM) 9.91           | –                                 | –                               | Abubaker Kaki Khamis (SUD) 1:44.54         | –                                            | Mohammed Farah (GBR) 13:06.14             | –                             | Dai Greene (GBR) 48.20, SB          | –                                             |
| 10          | Monaco      | Usain Bolt (JAM) 9.88, SB         | –                                 | –                               | David Rudisha (KEN) 1:42.61, WL            | Silas Kiplagat (KEN) 3:30.47, WL             | Mohammed Farah (GBR) 12:53.11, WL, MR, NR | –                             | Angelo Taylor (USA) 47.97           | Brimin Kiprop Kipruto (KEN) 7:53.64, AR, MR   |
| 11          | Stockholm   | Usain Bolt (JAM) 20.03            | Jermaine Gonzales (JAM) 44.69, SB | –                               | Silas Kiplagat (KEN) 3:33.94               | –                                            | Jason Richardson (USA) 13.17              | –                             | Paul Kipsiele Koech (KEN) 8:05.92   |                                               |
| 12          | London      | Yohan Blake (JAM) 9.95, =SB       | Walter Dix (USA) 20.16            | Kirani James (GRN) 44.61, WL    | David Rudisha (KEN) 1:42.91, MR            | Leonel Manzano (USA) 3:51.24                 | Craig Mottram (AUS) 13:23.97              | Dayron Robles (CUB) 13.04, MR | Javier Culson (PUR) 48.33, SB       | Willy Rutto Komen (KEN) 8:21.40, SB           |
| 13          | Zürich      | Yohan Blake (JAM) 9.82, PB        | –                                 | Kirani James (GRN) 44.36, NR    | –                                          | Nixon Kiplimo Chepseba (KEN) 3:32.74         | –                                         | Dayron Robles (CUB) 13.01, SB | –                                   | Ezekiel Kemboi (KEN) 8:07.72                  |
| 14          | Bryssel     | Usain Bolt (JAM) 9.76, WL, MR     | Yohan Blake (JAM) 19.26, WL, MR   | Jonathan Borlée (BEL) 44.78, SB | David Rudisha (KEN) 1:43.96                | –                                            | Imane Merga (ETH) 12:58.32                | –                             | Javier Culson (PUR) 48.32, SB       | –                                             |
|             |             |                                   |                                   |                                 |                                            |                                              |                                           |                               |                                     |                                               |
| Totalvinder | Totalvinder | Asafa Powell (JAM)                | Walter Dix (USA)                  | Kirani James (GRN)              | David Rudisha (KEN)                        | Nixon Kiplimo Chepseba (KEN)                 | Imane Merga (ETH)                         | Dayron Robles (CUB)           | Dai Greene (GBR)                    | Paul Kipsiele Koech (KEN)                     |